# Gerom
Gerom Buzău este o companie producătoare de geamuri din România.
Compania era unul dintre principalii furnizori locali de recipiente pentru băuturi înainte de 1989, dar a întrerupt producția după 1990.
Gerom Buzău a fost înființată în anul 1969 și deține o fabrică la Buzău, unde produce geamuri pentru aparatură electrocasnică, industria mobilei, sectorul industriei auto și construcții. Compania este listată pe piața Rasdaq.
Acționarul majoritar al companiei din Buzău este Hystria Expert, din București, cu 68,3% din titluri, o participație de 24% fiind deținută de Valeriu Guma, om de afaceri din Republica Moldova.
Cifra de afaceri în 2007: 6,2 milioane euro